# Уніон-Хуарес
Уніо́н-Хуа́рес (ісп. Unión Juárez) — містечко в мексиканському штаті Чіапас, центр однойменної міської громади.

## Географія
Уніон-Хуарес розташований у Південній Мексиці на сході Чіапаса, неподалік від кордону з Гватемалою.

### Клімат
Містечко знаходиться у зоні, котра характеризується кліматом тропічних саван. Найтепліший місяць — квітень із середньою температурою 21.2 °C (70.2 °F). Найхолодніший місяць — січень, із середньою температурою 20.5 °С (68.9 °F).
| Клімат Уніон-Хуареса    | Клімат Уніон-Хуареса | Клімат Уніон-Хуареса | Клімат Уніон-Хуареса | Клімат Уніон-Хуареса | Клімат Уніон-Хуареса | Клімат Уніон-Хуареса | Клімат Уніон-Хуареса | Клімат Уніон-Хуареса | Клімат Уніон-Хуареса | Клімат Уніон-Хуареса | Клімат Уніон-Хуареса | Клімат Уніон-Хуареса | Клімат Уніон-Хуареса |
| Показник                | Січ.                 | Лют.                 | Бер.                 | Квіт.                | Трав.                | Черв.                | Лип.                 | Серп.                | Вер.                 | Жовт.                | Лист.                | Груд.                | Рік                  |
| Середній максимум, °C   | 27,3                 | 27,5                 | 27,5                 | 27,2                 | 26,4                 | 25,7                 | 26,2                 | 26,1                 | 25,6                 | 26,1                 | 26,9                 | 27,3                 | 26,7                 |
| Середня температура, °C | 20,5                 | 20,7                 | 20,9                 | 21,2                 | 21,1                 | 20,6                 | 20,7                 | 20,7                 | 20,5                 | 20,6                 | 20,8                 | 20,5                 | 20,7                 |
| Середній мінімум, °C    | 13,6                 | 13,8                 | 14,3                 | 15,2                 | 15,7                 | 15,6                 | 15,2                 | 15,3                 | 15,4                 | 15,1                 | 14,6                 | 13,8                 | 14,8                 |
| Норма опадів, мм        | 33                   | 38                   | 84                   | 197                  | 390                  | 626                  | 458                  | 506                  | 676                  | 459                  | 142                  | 44                   | 3653                 |
| Днів з дощем            | 4,2                  | 4,2                  | 8,3                  | 13,1                 | 21,6                 | 26,6                 | 23,3                 | 24,1                 | 26,5                 | 23                   | 11,7                 | 4,6                  | 191,2                |
| ----------------------- | -------------------- | -------------------- | -------------------- | -------------------- | -------------------- | -------------------- | -------------------- | -------------------- | -------------------- | -------------------- | -------------------- | -------------------- | -------------------- |
| Джерело: Weatherbase    |                      |                      |                      |                      |                      |                      |                      |                      |                      |                      |                      |                      |                      |